# Erna Schneider Hoover
Erna Schneider Hoover (Irvington, 19 giugno 1926) è una matematica statunitense, nota per aver inventato un metodo automatizzato per la commutazione telefonica che secondo alcuni referti “rivoluzionò la comunicazione moderna”.
Prevenne i sovraccarichi di sistema tramite il monitoraggio del traffico nei call center e dando priorità alle funzioni nei sistemi di commutazione delle chiamate per offrire un servizio migliore durante gli orari di punta delle chiamate. Hoover è stata riconosciuta come un pioniere importante per le donne nell’ambito informatico da parte di Bell Laboratories dove lavorò per oltre 32 anni.

## Gioventù
Hoover è nata il 19 giugno 1926 a Irvington, nel New Jersey. Ha vissuto i primi anni con la famiglia a South Orange, New Jersey. Suo padre era un dentista e sua madre un’insegnante. Ebbe anche un fratello minore che morì di poliomielite all’età di cinque anni. Sin dall’infanzia si appassionò al nuoto, alla vela, al canottaggio e mostrò grande interesse per la scienza. Secondo alcune fonti, Erna lesse la biografia di Marie Curie che la incoraggiò ad avere successo nell’ambito scientifico nonostante le idee prevalenti sui ruoli della donna. Hoover ha frequentato il Wellesley College dove studiò storia e filosofia classica e medioevale. Ottenne la laurea triennale con lode nel 1948, e venne introdotta nella Phi Beta Kappa. Ricevette la laurea magistrale in filosofia e fondamentali della matematica all’Università di Yale, nel 1951.

## Carriera
Hoover insegnò filosofia e logica al Swarthmore College dal 1951 al 1954. Tuttavia, non riuscì ad ottenere un incarico di ruolo, secondo alcune fonti a causa del suo genere e del suo stato civile. Nel 1953, sposò Charles Wilson Hoover Jr., il quale sostenne molto la moglie durante la sua carriera.
Nel 1954, Hoover ottenne un ruolo di rilevanza all’interno della Bell Labs. I sistemi di switching passarono dall’elettronica alle tecnologie informatiche. Il problema si sarebbe verificato quando un call center sarebbe stato inondato di una moltitudine di chiamate in tempi ristretti, sovraccaricando i relè elettronici, ormai inaffidabili, e causando il blocco dell’intero sistema.
Hoover applicò le sue conoscenze sulla logica simbolica e sulla teoria della retroazione per programmare i meccanismi di controllo di un call center affinché utilizzino i dati delle chiamate in entrata per imporre ordine nell’intero sistema. Prevedeva l’utilizzo di metodi computerizzati per il monitoraggio della frequenza delle chiamate in entrata in periodi temporali diversi. Il suo metodo diede priorità ai processi di input e output dello switch sui processi di importanza minore, come la conservazione della documentazione e i pagamenti. Il computer avrebbe quindi regolato automaticamente il tasso di accettazione del call center, riducendo drasticamente i problemi di sovraccarico. Il sistema è ora conosciuto come SPC.
Per la sua invenzione, Hoover ottenne il brevetto numero 3.623.007 nel novembre 1971, e fu tra i primi brevetti software mai pubblicati. Il brevetto entro in vigore nel 1967 e venne emanato nel 1971. Di conseguenza, Hoover divenne la prima donna ad ottenere l’incarico di supervisore all’interno della Bell Labs.  Nel 1987 fu a capo del dipartimento delle operazioni di supporto. I princìpi della sua invenzione vengono ancora applicati nel XXI secolo, nell’ambito delle telecomunicazioni.
Hoover lavorò su molti progetti ad alto livello, come la ricerca sui programmi di controllo radar per l’intercettazione dei missili balistici intercontinentali. Il suo dipartimento lavorò anche a nuovi metodi di intelligenza artificiale, ai grandi database, e ai software transizionali per il supporto delle grandi reti telefoniche. Lavorò alla Bell Labs per 32 anni fino al suo ritiro nel 1987. In aggiunta, lavorò alle commissioni delle organizzazioni educative del New Jersey. Divenne membro del consiglio del College of New Jersey e contribuì a renderlo una delle più importanti istituzioni educative degli Stati Uniti.

## Premi
Hoover venne messa nella National Inventors Hall of Fame nel 2008. Ricevette anche il premio degli ex studenti del Wesley College.